# النياط تاو
النياط تاو أو تاو العقرب (Tau Scorpii أو τ Sco) يعرف أيضًا باسم بايكاوهالي هو نجم في كوكبة برج العقرب الجنوبية. يبلغ القدر الظاهري البصري لهذا النجم 2.8+، في حين أن قياسات المنظر تعطي تقديرًا للمسافة بحوالي 470 سنة ضوئية (150 فرسخ فلكي) من الأرض.

## الوصف

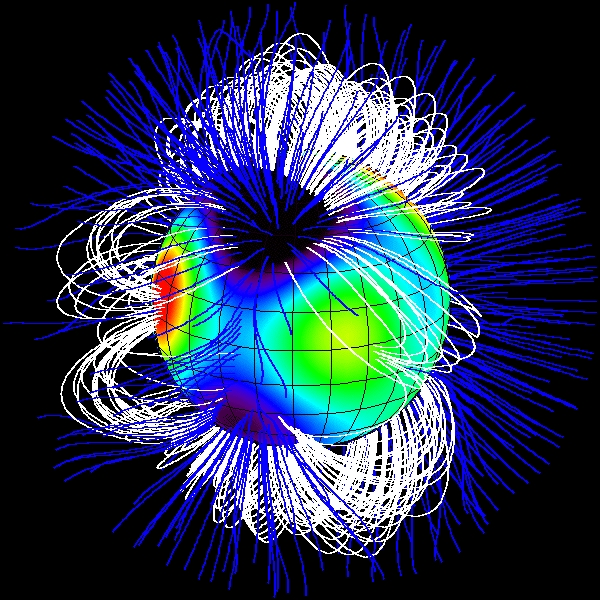
المجال المغناطيسي السطحي للنياط تاو حيث أعيد بناؤه باستخدام تصوير زيمان-دوبلر

بالمقارنة مع الشمس، فإن النياط تاو يعد نجم OB ضخم يصل كتلته 15 مرة كتلة الشمس، ويبلغ نصف قطره أكثر من ستة أضعاف نصف قطر الشمس، كما يشع من غلافه الخارجي بحوالي 20400 مرة ضعف لمعان الشمس عند درجة حرارة فعالة تبلغ 31440 كلفن.، وهذا يعطيه اللون الأزرق المبيض المميز للنجوم من النوع B. كما يعد النياط تاو نجمًا مغناطيسيًا؛ حيث تم رسم مجاله عن طريق تصوير زيمان-دوبلر، ولكن لا يوجد دليل حتى الآن على وجود كوكب أو مرافق يدور حوله. يدور نجم النياط تاو حول نفسه ببطئ نسبيًا بمدة تصل إلى 41 يومًا.
يُظهر طيف النياط تاو كنجم يحوي الأكسجين المتأين الثلاثي (O IV) الناتج عن الأشعة السينية وتأثير تأين أوجيه. أظهرت الملاحظات باستخدام التلسكوب الفضائي روسات أنه يحتوي على طاقة طيف أشعة سينية أعلى (أكثر صلابة) من المعتاد بالنسبة لنجوم B0 V. حسب قياسات أسكا وعلى نطاق 0.8 إلى 1.2 كيلو إلكترون فولت، فإنه تم قياس لمعان الأشعة السينية (Lx) بمقدار 1.8×1031 إرج/ثانية، وتعد قيمة Lx كبيرة مقارنة بقيمة Lbol (لمعان بولومتري) باستخدام اللوغاريتم log Lx/Lbol حيث تساوي 6.53-. بينما أظهرت قياسات روسات log Lx/Lbol مقاربًا لـ 5.93- للنطاق 0.1 إلى 2.4 كيلو إلكترون فولت. يدعم المكون الصلب لطيف الأشعة السينية من النياط تاو وجود كتل متساقطة من البلازما فيه، وذلك حسب قياسات XMM-نيوتن.
يعتبر هذا النجم ضمن المجموعة الفرعية للعقرب العلوي (OB) لعنقود العقرب-قنطورس أقرب عناقيد النجوم الضخمة المتحركة إلى الشمس. تحوي المجموعة الفرعية للعقرب العلوي على آلاف النجوم الشابة بمتوسط عمر 11 مليون سنة وبمتوسط مسافة تبلغ 470 سنة ضوئية (145 فرسخ فلكي)، وهناك تحليل أحدث لنموذج HR للنياط تاو تفيد بأن درجة حرارته الفعالة تبلغ 29850 كلفن مع لمعان يقدر بـ 20400 ضياء شمسي، وذلك بما يتوافق مع العمر المتساوي الزمن الذي يبلغ 5 ملايين سنة والكتلة المقدرة له (14.5 إلى 14.7 كتلة شمسية).

## التسمية
حمل نظامي سيغما العقرب وتاو العقرب اسمهما التقليديان العربيان الأصل النياط؛ حيث يعنيان "الشرايين"، ويشيران إلى موقعهما الذي يحيط بنجم قلب العقرب مع كون تاو العقرب هو النجم إلى الجنوب.
أما عن تسمية هذا النظام النجمي باسم تاو العقرب (Tau Scorpii أو τ Scorpii) فكانت بحسب تسمية باير.
كما يسمى هذا النظام عند سكان هاواي باسم بايكاوهالي (Paikauhale)، وفي قاموس هاواي الذي كتب بواسطة ماري كاوينا بوكوي وصموئيل هويت إلبيرت عام 1986 م، تم تعريف هذه الكلمة على أنها التنقل من منزل إلى منزل، وفي قاموس آخر هاوائي لكِنت عام 1993 م عُرِّفت على أنه المتشرد الذي لا يملك منزلاً؛ يتجول من منزل إلى منزل آخر.
في عام 2016، نظم الاتحاد الفلكي الدولي (IAU) فريق عمل لأسماء النجوم (WGSN) لفهرسة ومعايرة الأسماء المناسبة للنجوم، لكن هذا الفريق رأى وقرر أن ينسب أي اسم خاص إلى النجوم الفردية بدلاً من الأنظمة المتعددة بأكملها، وعليه فقد وافقت رسميًا على منح اسم بايكاوهالي Paikauhale للنجم تاو العقرب في 10 أغسطس 2018، وهو الآن مدرج ضمن قائمة أسماء النجوم المعتمدة من الاتحاد الفلكي الدولي. أما تسمية النياط Alniyat فمُنحت للنجم سيغما العقرب

## في الثقافات والأساطير
رأى سكان ويرغايا (أستراليون أصليون استوطنوا شمال غرب ولاية فيكتوريا) نجمي النياط تاو والنياط سيغما؛ واعتقدوا أنهما زوجتا جويت Djuit (قلب العقرب).
أما عند الصينيين، فإن مسمّى شين شيو (心宿) والتي تعني "القلب" تشير إلى مجمة تتكون من النياط تاو والنياط سيغما وقلب العقرب. وبالتالي، فإن الاسم الصيني للنياط تاو نفسه هو شين شيو سان (心宿三) أي "نجمة القلب الثالثة".